# Masse-Radius-Beziehung
Die Masse-Radius-Beziehung der Astronomie besagt, dass bei einem Stern, der sich auf der Hauptreihe des Hertzsprung-Russell-Diagramms befindet, folgender Zusammenhang besteht zwischen seinem Radius {\displaystyle R} in Sonnenradien {\displaystyle R_{\odot }} und seiner Masse {\displaystyle M} in Sonnenmassen {\displaystyle M_{\odot }}:
- für Sterne mit weniger als 1,66 Sonnenmassen ({\displaystyle \mathrm {M<1{,}66\,M_{\odot }} }):

{\displaystyle {\frac {R}{R}}_{\odot }=1{,}06\cdot \left({\frac {M}{M}}_{\odot }\right)^{0{,}945}}
- für Sterne mit mehr als 1,66 Sonnenmassen ({\displaystyle \mathrm {M>1{,}66\,M_{\odot }} }):

{\displaystyle {\frac {R}{R}}_{\odot }=1{,}33\cdot \left({\frac {M}{M}}_{\odot }\right)^{0{,}555}}.
Die obigen Formeln zeigen, dass die durchschnittlichen Massendichten der Sterne untereinander nicht konstant sind. 